# Маріо Фобер
Маріо Фобер (фр. Mario Faubert, нар. 2 грудня 1954, Салаберрі-де-Веллейфілд, Квебек) — колишній канадський хокеїст, що грав на позиції захисника.

## Ігрова кар'єра
Хокейну кар'єру розпочав 1972 року.
1974 року був обраний на драфті НХЛ під 62-м загальним номером командою «Піттсбург Пінгвінс». 
Усю професійну клубну ігрову кар'єру, що тривала 9 років, провів, захищаючи кольори команди «Піттсбург Пінгвінс» (НХЛ).
Загалом провів 241 матч у НХЛ, включаючи 10 ігор плей-оф Кубка Стенлі.

## Політична кар'єра
У лютому 2003 року брав участь у виборах від Ліберальної партії Квебеку але поступився кандидату від Квебекської партії. 

## Статистика
| Сезон        | Клуб                   | Ліга         | Регулярний сезон | Регулярний сезон | Регулярний сезон | Регулярний сезон | Регулярний сезон | Плей-оф | Плей-оф | Плей-оф | Плей-оф | Плей-оф |
| Сезон        | Клуб                   | Ліга         | І                | Г                | П                | О                | ШХ               | І       | Г       | П       | О       | ШХ      |
| ------------ | ---------------------- | ------------ | ---------------- | ---------------- | ---------------- | ---------------- | ---------------- | ------- | ------- | ------- | ------- | ------- |
| 1972–73      | Університет Сент-Луїсу | ЦКХА         | 38               | 3                | 36               | 39               | 68               | —       | —       | —       | —       | —       |
| 1973–74      | Університет Сент-Луїсу | ЦКХА         | 40               | 8                | 35               | 43               | 62               | —       | —       | —       | —       | —       |
| 1974–75      | «Герші Берс»           | АХЛ          | 54               | 13               | 21               | 34               | 76               | 11      | 2       | 7       | 9       | 4       |
| 1974–75      | «Піттсбург Пінгвінс»   | НХЛ          | 10               | 1                | 0                | 1                | 6                | —       | —       | —       | —       | —       |
| 1975–76      | «Герші Берс»           | АХЛ          | 39               | 7                | 16               | 23               | 37               | 10      | 4       | 6       | 10      | 14      |
| 1975–76      | «Піттсбург Пінгвінс»   | НХЛ          | 21               | 1                | 8                | 9                | 10               | —       | —       | —       | —       | —       |
| 1976–77      | «Герші Берс»           | АХЛ          | 32               | 8                | 19               | 27               | 42               | —       | —       | —       | —       | —       |
| 1976–77      | «Піттсбург Пінгвінс»   | НХЛ          | 47               | 2                | 11               | 13               | 32               | 3       | 1       | 0       | 1       | 2       |
| 1977–78      | «Піттсбург Пінгвінс»   | НХЛ          | 18               | 0                | 6                | 6                | 11               | —       | —       | —       | —       | —       |
| 1977–78      | «Бінгемтон Дастерс»    | АХЛ          | 7                | 0                | 3                | 3                | 12               | —       | —       | —       | —       | —       |
| 1978–79      | «Бінгемтон Дастерс»    | АХЛ          | 73               | 7                | 33               | 40               | 50               | 10      | 3       | 7       | 10      | 6       |
| 1979–80      | «Піттсбург Пінгвінс»   | НХЛ          | 49               | 5                | 13               | 18               | 31               | 2       | 0       | 1       | 1       | 0       |
| 1980–81      | «Піттсбург Пінгвінс»   | НХЛ          | 72               | 8                | 44               | 52               | 118              | 5       | 1       | 1       | 2       | 4       |
| 1981–82      | «Піттсбург Пінгвінс»   | НХЛ          | 14               | 4                | 8                | 12               | 14               | —       | —       | —       | —       | —       |
| Усього в НХЛ | Усього в НХЛ           | Усього в НХЛ | 231              | 21               | 90               | 111              | 222              | 10      | 2       | 2       | 4       | 6       |